# オートバイ競技

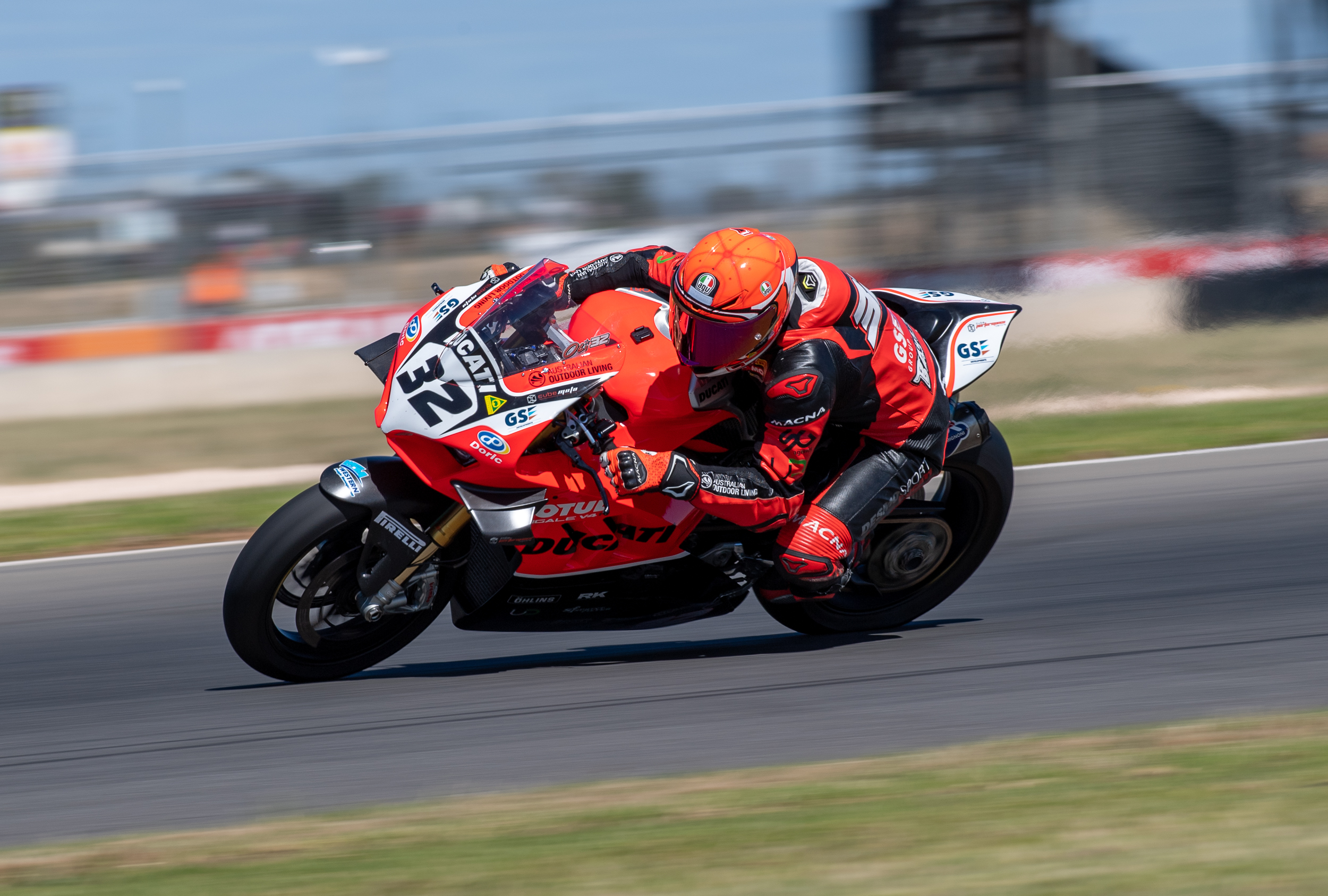
市販オートバイを改造して用いる「スーパーバイク」

オートバイ競技（オートバイきょうぎ、英: motorcycle sport）は、オートバイやそれに類する乗り物に乗ってスピードや運転技術などを競うスポーツ。
バイク競技や二輪競技と呼ぶこともあるが、「バイク」「二輪」という単語には、原動機のない二輪車（＝自転車）も含まれる点に留意して用いる必要がある。

## 競技の種類
四輪の自動車競技同様、大別してオンロード（舗装路）レースとオフロード（未舗装路）レースが存在する。競技の形式には四輪との共通点が多いが、以下の点相違点が見られる。
- 四輪ほど場所を取らない分、屋内で行えるメジャーカテゴリが存在する
- 岩場や急坂を確実にクリアしていく「トライアル」がメジャーカテゴリとして存在する
- 採点競技として横に滑るドリフトが無い代わり、ジャンプの芸術点を競うフリースタイルモトクロスが存在する
- 大型の選手権やイベントに女性専用の部門・クラスが併設されることが多い

オートバイと構造が近いサイドカーやスノーモービル、全地形対応車、スノーバイクによるレースも広義にはオートバイ競技に分類できるが、一般には二輪モーターサイクルのみを指すことが多い。
オーバルコースで開催される、日本のオートレースももちろんオートバイ競技の一種であるが、公営賭博という性質によるファン層の違いからオートレースは運営・メディアとも独自の発展をしており、スポーツライディングの延長としてオートバイ競技を扱う専門メディアによって取り上げられることは少ない。
四輪に比べると車両が小さい分開始・継続・終了ともにコストが低く気軽に始めやすいのがメリットだが、運転者が生身のため、総じて事故時のリスクが大きい点がデメリットとなる。
近年ではTT Zeroやe-POWER国際選手権など、電動オートバイのカテゴリや専門レースが開催されている。

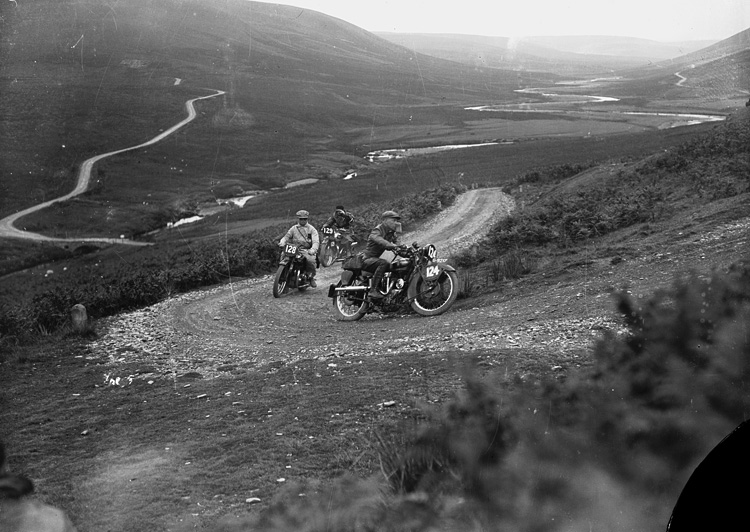
ラアアデル - アベリストウィス間レースの様子 （写真は1910年代以降(1930年代?)）
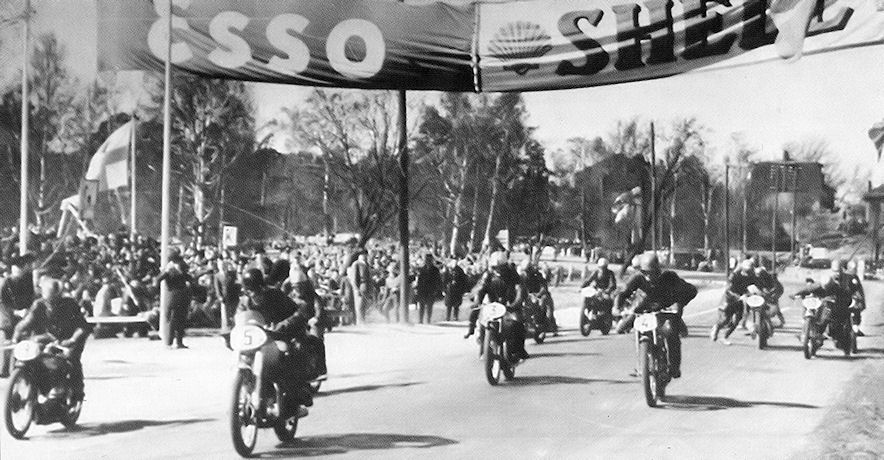
フィンランドで開催されたオートバイ競技 （写真は1933年から1935年頃）

## 主な大会

### ロードレース
- ロードレース（サーキット）

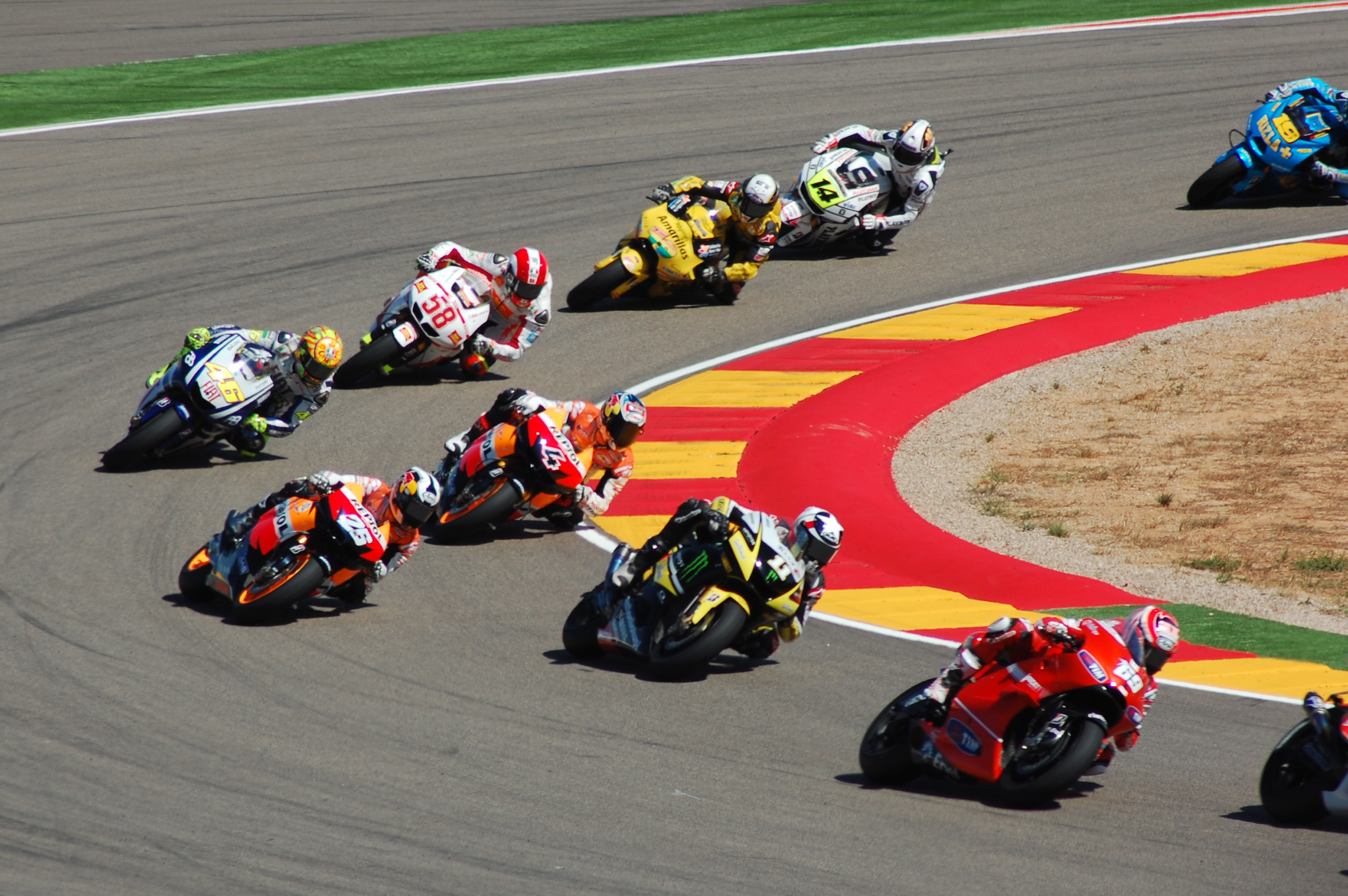
ロードレース世界選手権
MotoGPクラス

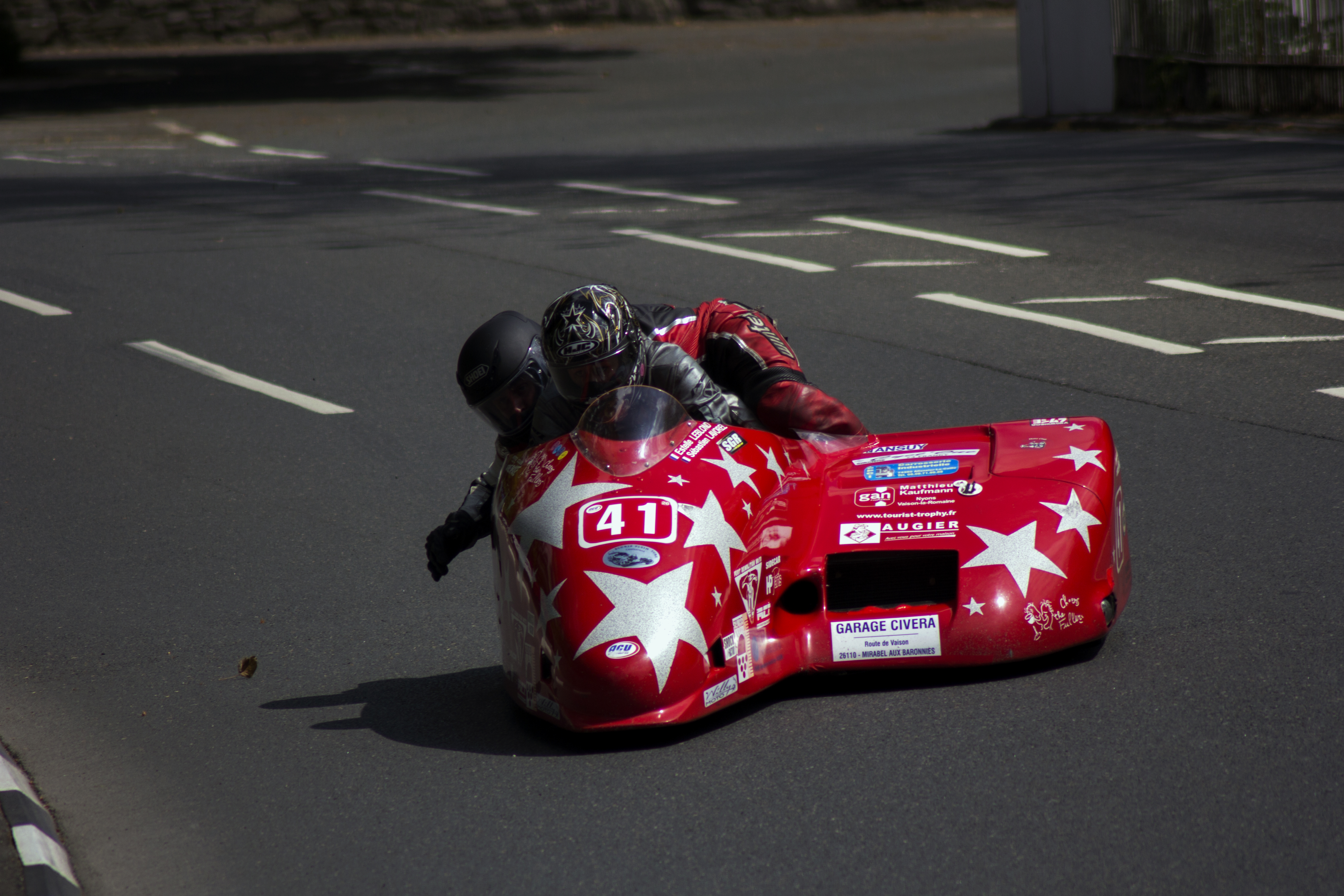
マン島TT

  - ロードレース世界選手権 (MotoGP/Moto2/Moto3)
  - スーパーバイク世界選手権 (SBK)
  - スーパースポーツ世界選手権 (WSS)
  - eロードレースワールドカップ
  - 全日本ロードレース選手権（JRR）
  - ブリティッシュスーパーバイク選手権 (BSB)
  - AMAスーパーバイク（全米選手権）
  - FIM世界耐久選手権（EWC）
    - エンデュランス・オブ・ネイションズ
    - ボルドール24時間耐久ロードレース
    - ル・マン24時間耐久ロードレース
    - 鈴鹿8時間耐久ロードレース（鈴鹿8耐）

  - サイドカー世界選手権
  - MCFAJクラブマンロードレース
- ロードレース（公道）
  - 国際ロードレース選手権（IRRC）
  - マン島TTレース
  - アルスターグランプリ
  - ノースウェスト200
  - スケリーズ100

### オフロード（スプリントレース）
- モトクロス
  - モトクロス・オブ・ネイションズ
  - モトクロス世界選手権
  - スーパークロス世界選手権
  - AMAモトクロス
  - AMAスーパークロス
  - AMAアリーナクロス
  - AMAスーパーモトクロス
  - 全日本モトクロス選手権
- フリースタイルモトクロス
- ステップアップ
- スーパーモタード
  - スーパーモト世界選手権
  - 全日本スーパーモト選手権
  - MOTO1オールスターズ
  - スーパーサイド
  - スーパークアッド
- サイドカークロス
  - サイドカークロス世界選手権
- スノーバイククロス
- スノークロス
  - スノークロス世界選手権
- クアッドクロス
- ウォータークロス
- 全地形対応車

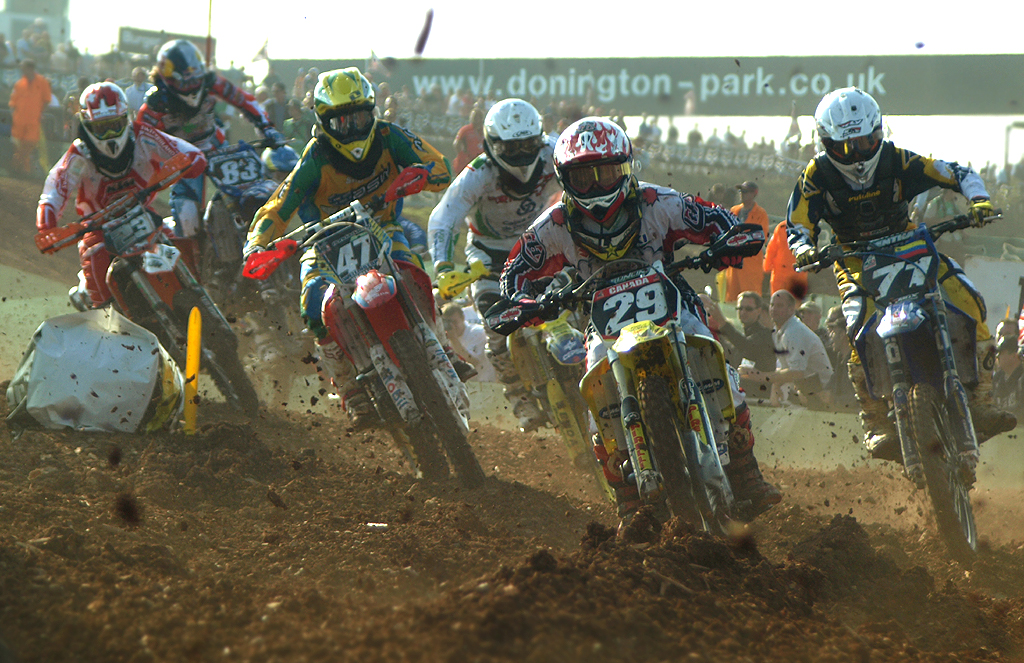
モトクロス・オブ・ネイションズ

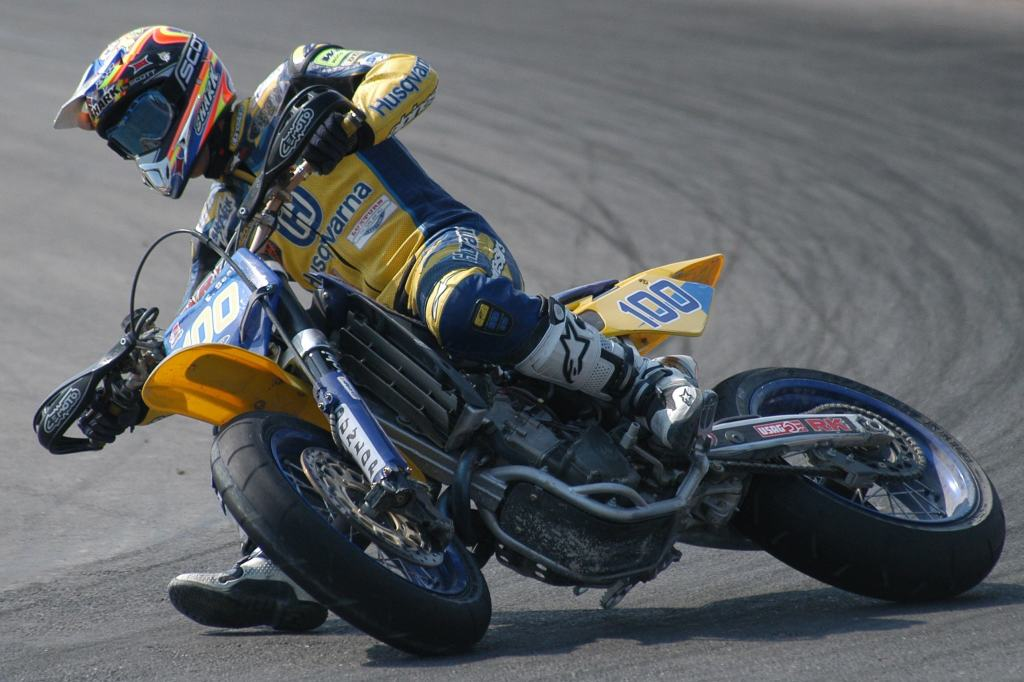
スーパーモタード

  - 全日本スーパーオフロードATV選手権レース
  - 北海道ATVチャンピオンシップレース
  - 道新オフロードレースin陸別全日本選手権大会

### オフロード（耐久レース）
- エンデューロ
  - エンデューロ世界選手権
  - スーパーエンデューロ世界選手権

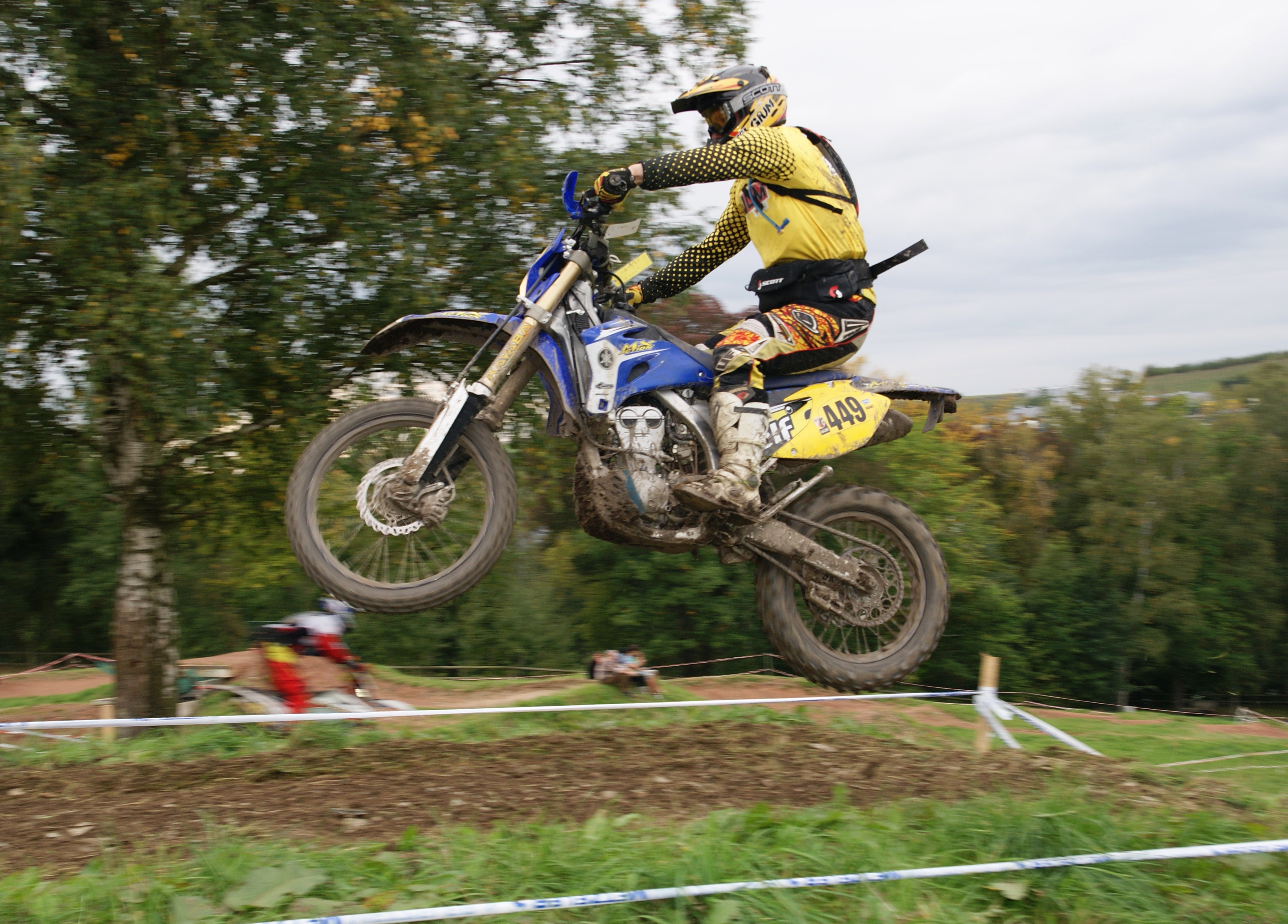
インターナショナル・シックス・デイズ・エンデューロ

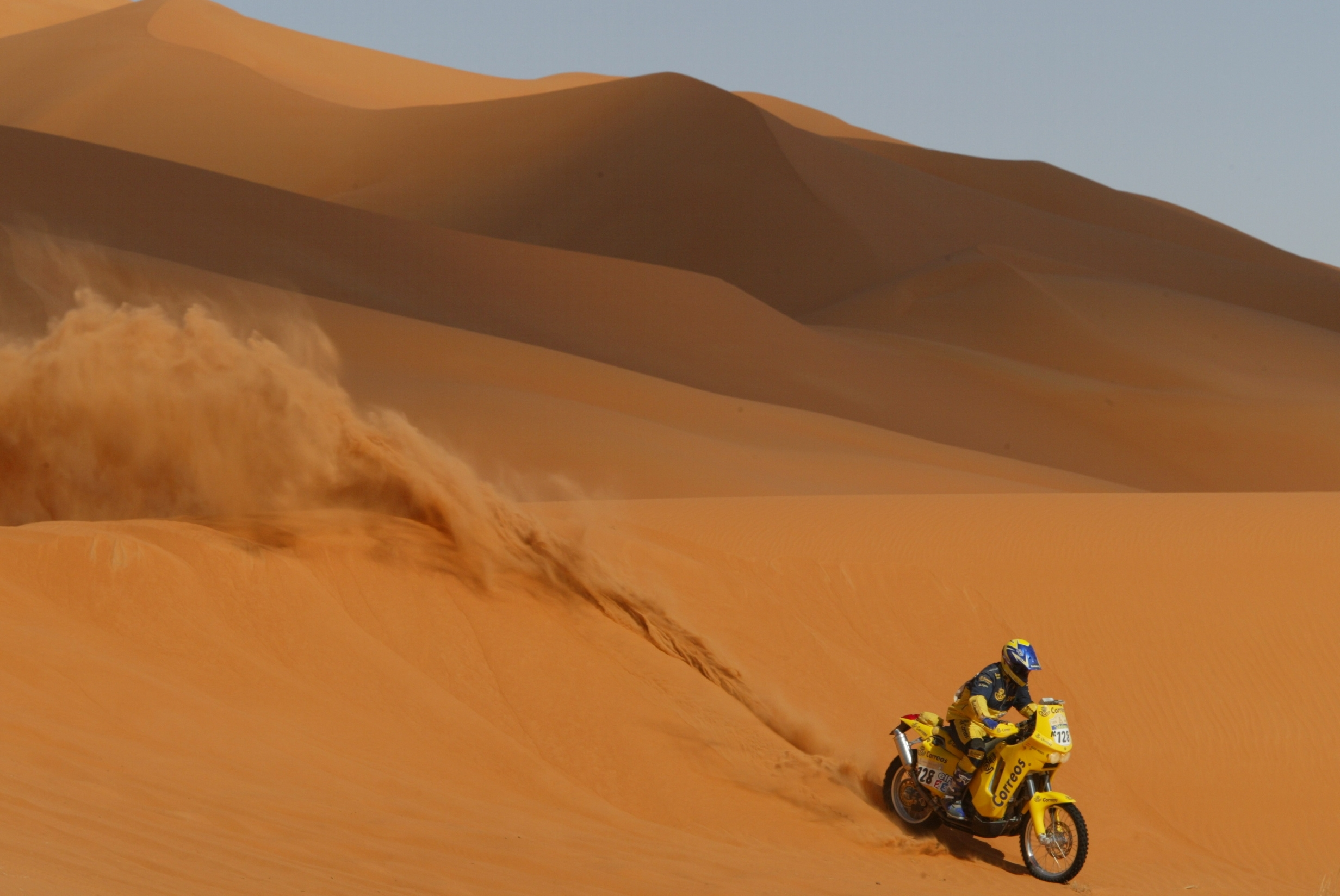
ダカール・ラリー

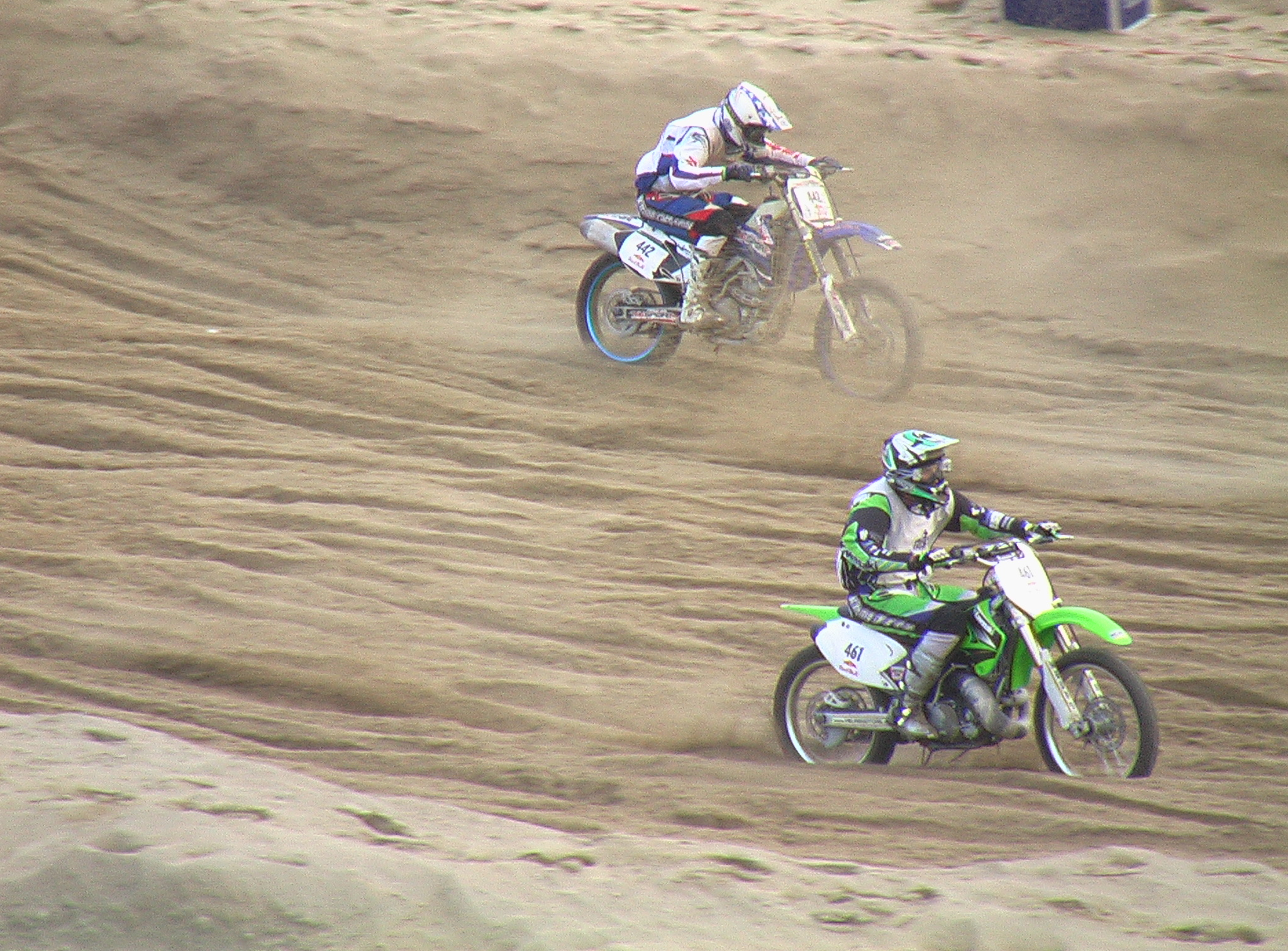
レッドブル・ノックアウト・ビーチ・レース

  - インターナショナル・シックス・デイズ・エンデューロ (ISDE)
  - AMAエンデューロ選手権
  - 全日本エンデューロ選手権
  - サイドカーエンデューロ
  - スノーモビルエンデューロ
  - クアッドエンデューロ
  - グランド・ナショナル・クロスカントリー選手権（GNCC、米国選手権）
  - 全日本クロスカントリー選手権（JNCC）
- ハードエンデューロ
  - ハードエンデューロ世界選手権
  - レッドブル・エルズベルグロデオ
  - レッドブル・ルーマニアクス
  - AMA US ハードエンデューロシリーズ
  - 英国エクストリームエンデューロ選手権
  - 全日本ハードエンデューロ選手権
- ラリーレイド
  - クロスカントリーラリー世界選手権→世界ラリーレイド選手権（W2RC）
  - ダカール・ラリー
  - バハ1000
  - ラリーレイド・モンゴル
  - オーストラリアン・サファリ
  - パリ・モスクワ・北京・ラリー
  - 北京・ウランバートル・ラリー
  - ツールドブルーアイランド・ラリー
  - チュニジア・ラリー
- ビーチ・レーシング
  - FIMサンド・レース・ワールドカップ
  - ウェストン・ビーチ・レース
  - スケグネス・ビーチ・レース
  - レッドブル・ノックアウト・ビーチ・レース
  - ル・トゥケ・エンデュロパレ/クアドゥロ・ビーチ・レース
  - フランスビーチレース選手権

### トライアル

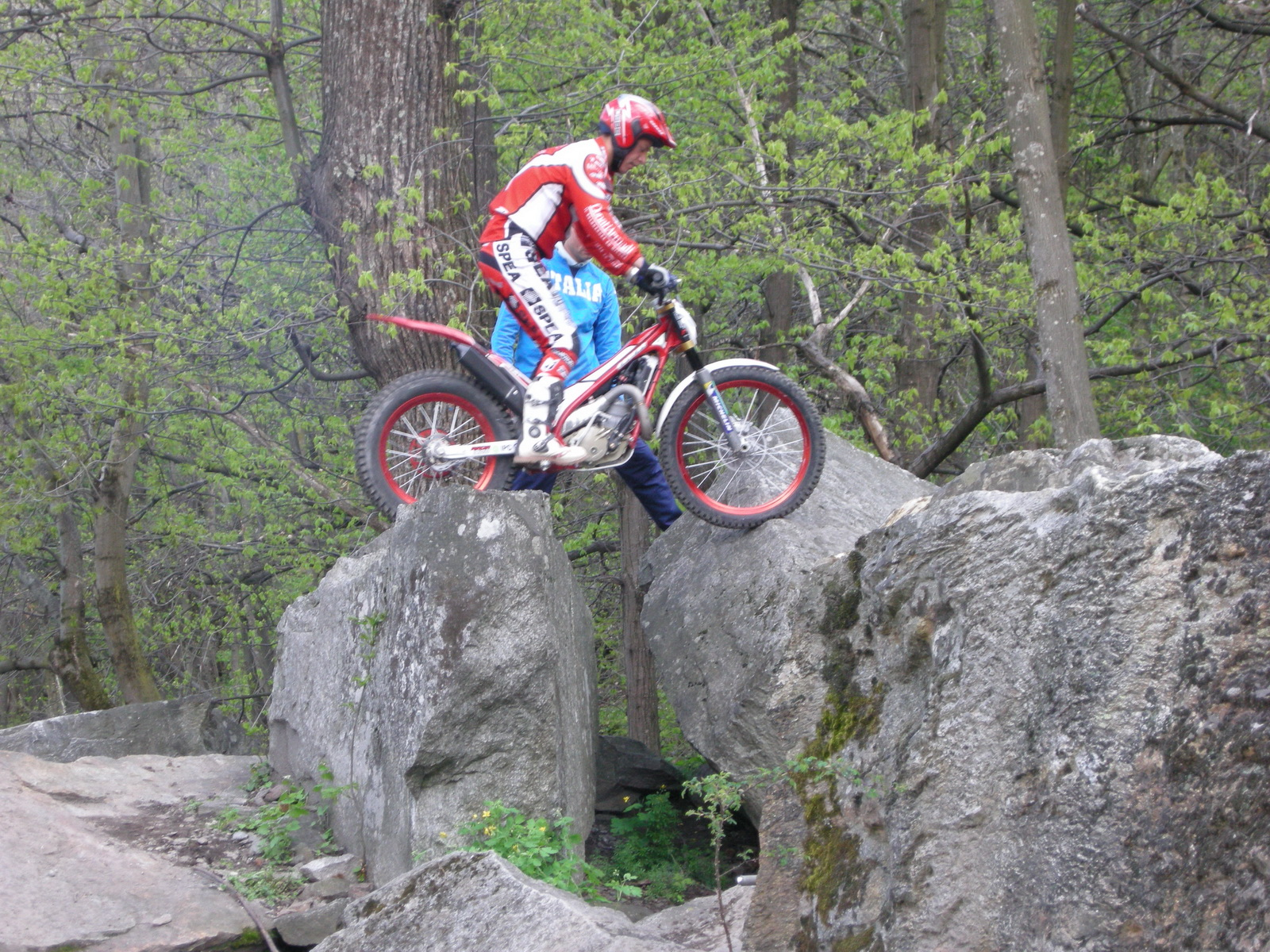
トライアルレース

- オートバイトライアル
  - トライアル世界選手権
  - インドアトライアル世界選手権
  - 全日本トライアル選手権
  - トライアル・デ・ナシオン
- サイドカートライアル
- クアッドトライアル

### その他のオートバイ競技

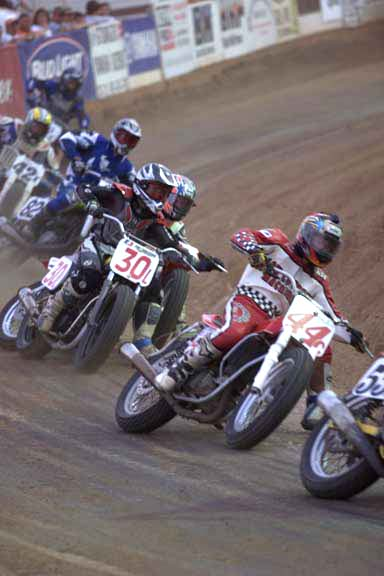
フラットトラックレース

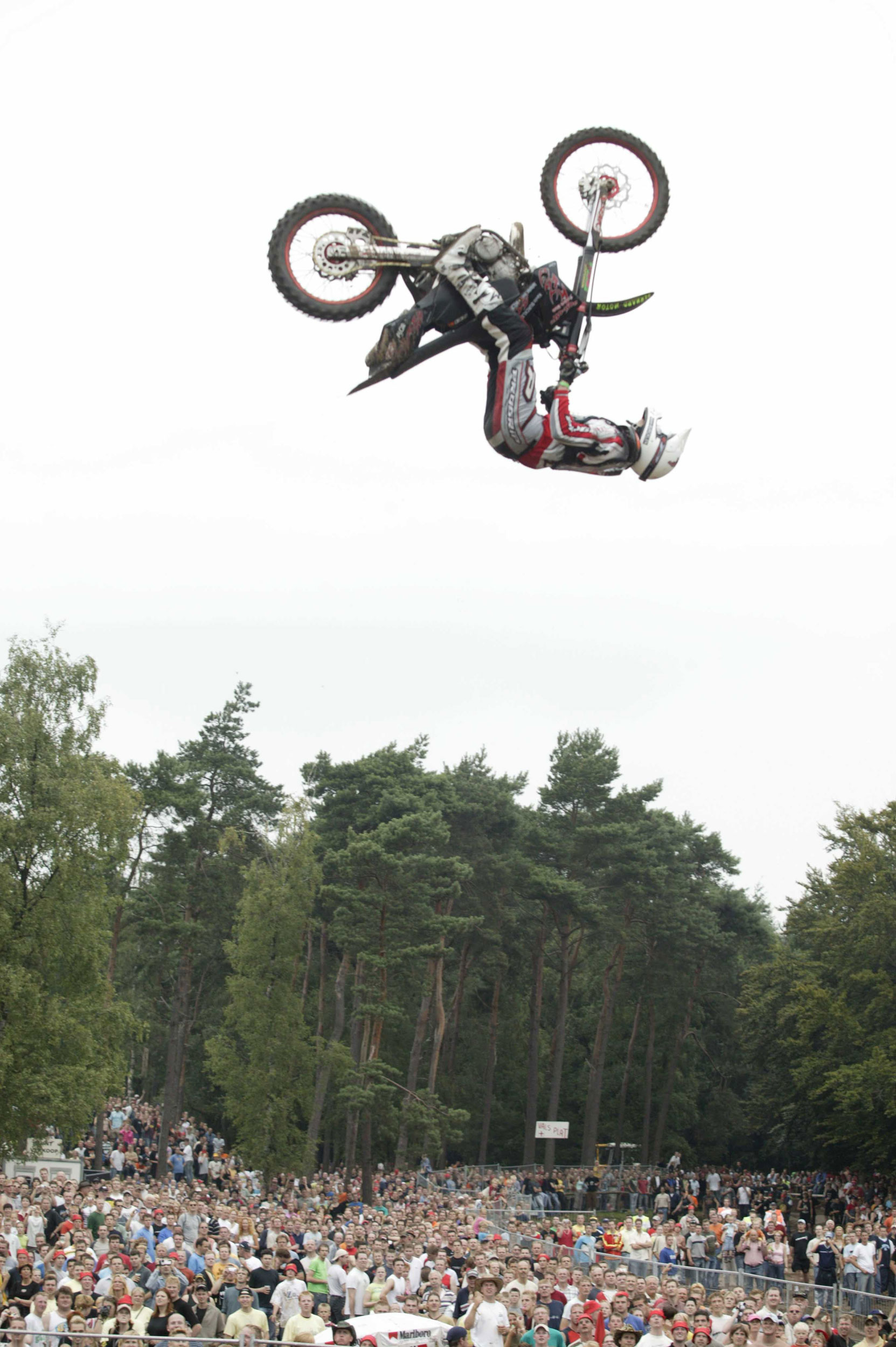
フリースタイルモトクロス バックフリップ
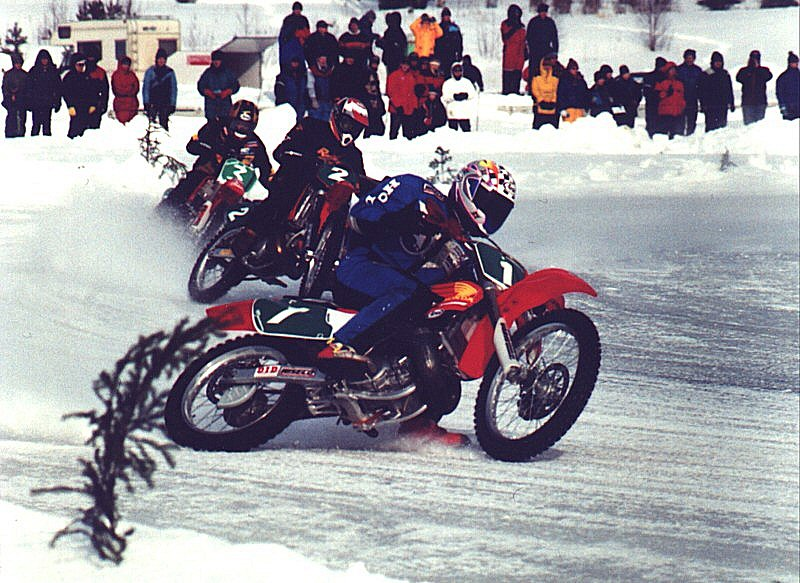
氷上でのアイスレース
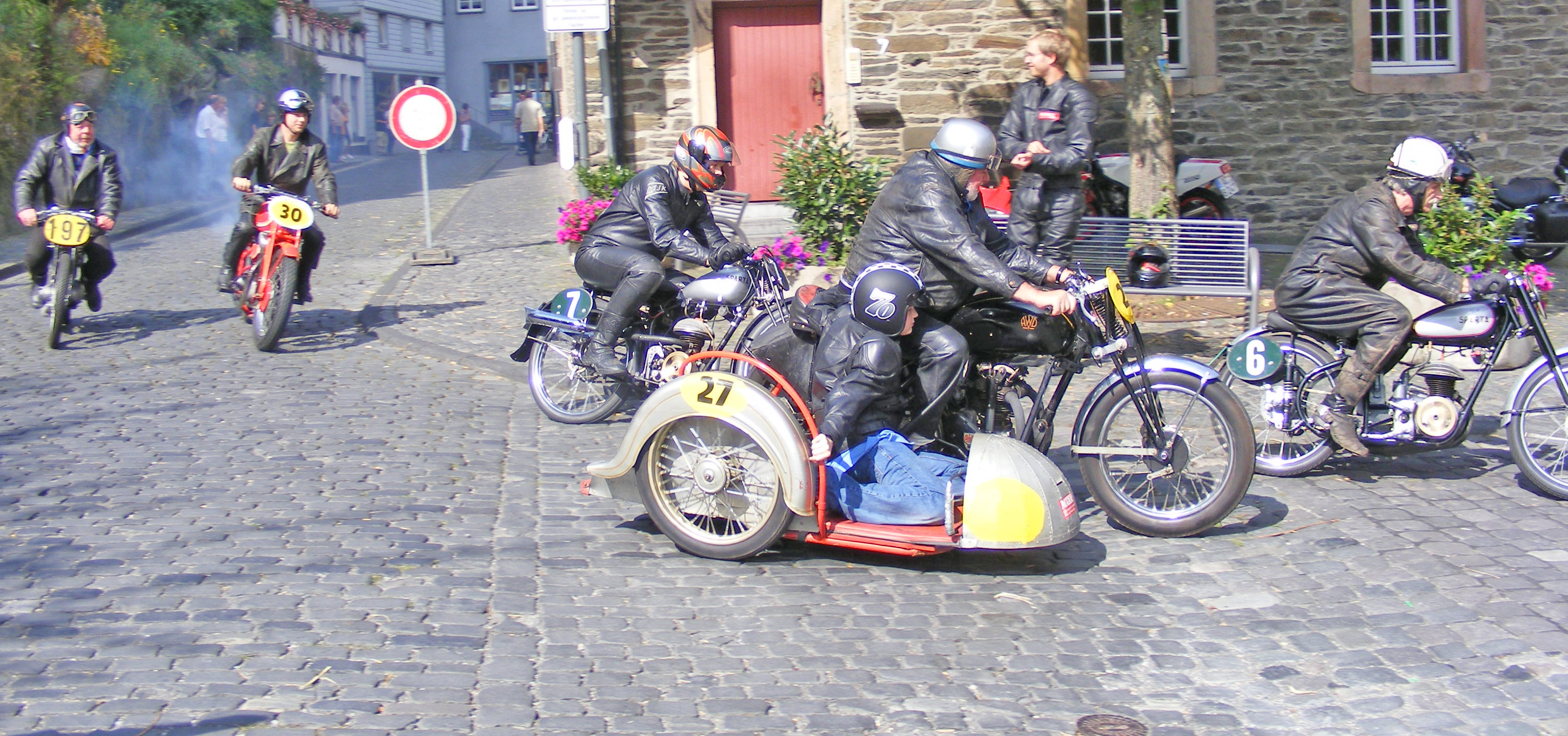
石畳での公道レース

- トラックレーシング
  - オートバイスピードウェイ
    - スピードウェイ・グランプリ（SGP）
    - サイドカースピードウェイ
    - クアッドスピードウェイ

  - フラットトラックレース
  - グラストラックレース
  - アイスレース
    - アイススピードウェイ
    - アンドロス・トロフィー

  - オートレース
- ドラッグレース
- ジムカーナ (オートバイ)
- スクーターレース
  - SCOOTER-1
- ミニバイクレース
  - S-1GP
- ポケットバイク
  - 全日本ポケットバイク選手権
- サイドカー
  - MCFAJクラブマンロードレース
- スノーモービル
  - 全日本スノーモビル選手権
- モーターサイクル・チャリオット・レース

- フリースタイルモトクロス
バックフリップ
- 氷上でのアイスレース
- 石畳での公道レース

## オートバイ競技を主題とした作品
映画
- 汚れた英雄（全日本ロードレース選手権）
- トップドッグ（ロードレース世界選手権）
- パッセンジャー 過ぎ去りし日々（全日本ロードレース選手権）
- ファスター（ロードレース世界選手権）
- スーパーモタード（スーパーモタードレース）
- 栄光のライダー（モトクロス）

漫画
- ふたり鷹（FIM世界耐久選手権）
- バリバリ伝説（鈴鹿8時間耐久レース〜ロードレース世界選手権）
- 風を抜け!（全日本モトクロス選手権〜モトクロス全米選手権）
- 熱風の虎（サイドカーレース）
- 俺のサーキット（ポケバイレース）
- SPEED STAR（オートレース）
- トップウGP（MotoGP）
- MOTOジム!（モトジムカーナ）

アニメーション
- デッドヒート（近未来の架空のロードレース）
- つうかあ（サイドカーロードレース）
- 遊戯王5D's（バイクを運転しながら行うカードゲーム）

ゲーム
- ハングオン、スーパーハングオン（ロードレース）
- エキサイトバイク、エキサイトバイク64、エキサイトバイク ワールドレース（スーパークロス）
- エンデューロレーサー（エンデューロレース）